# 小川洋子
小川 洋子（おがわ ようこ、1962年3月30日 - ）は、日本の小説家。岡山県岡山市中区森下町出身、兵庫県西宮市在住。日本芸術院会員。

## 経歴
岡山県岡山市中区森下町出身。兵庫県西宮市在住。既婚で長男がいる。旧姓は本郷。祖父は金光教の教師であり、両親とも金光教の信者という家庭で育つ。父親は国家公務員。生家も教会の敷地内の離れだった。教会では祖父母、伯父伯母。従兄らが暮らしていた。
小さいころ納戸にあった『家庭医学大事典』が最初の読書で、病気の説明や内臓の図を見る。小学1、2年からオレンジ色の表紙の『世界少年少女文学全集』を愛読する。小学校から図書室をよく利用する。また、こたつの中で空想にふける癖があり、高じて小説を書くようになったと述懐している。8歳か9歳で幼少習作『迷子のボタンちゃん』を書き、画用紙に清書しホチキスで綴じる。『家庭医学大事典』の病気の人の話も作る。小学校の図書室で『シートン動物記』、『ファーブル昆虫記』、「動物や恐竜の図鑑」、「科学者の伝記」を『家庭医学大事典』の影響で借り、児童小説の『若草物語』、『長くつ下のピッピ』、『メアリー・ポピンズ』も借りて同様に読んでいた。小中高とどんな女子グループにも入らなかった。
1973年6月、市内祇園町に転居。岡山市立高島小学校に転校。1974年4月、岡山市立竜操中学校に入学。
1977年4月、岡山県立岡山朝日高等学校入学。クラブ活動で弓道を始める。高校時代に『アンネの日記』を読み感銘を受ける。高校3年生の時、萩原朔太郎や中原中也の詩集を読む。読書範囲が広がり、立原道造、川端康成、太宰治、谷崎潤一郎を愛読する。自分の文学を求めて、大学は文芸を志す。推薦入学決定後に『万葉集』を読む。
1980年4月、早稲田大学第一文学部文芸専修に入学。小金井市にある金光教の女子寮に入る。入学してすぐに文学サークル「現代文学会」に入る。大学時代は一軒家の金光教東京学生寮で、女子5人で自炊で質素に暮らし、金光教を当たり前のものとして受け止めることにした。18歳の大学の夏休みに、岡山の古本屋の100円本売り場で金井美恵子『愛の生活』を買い、「自分もこういうものが書きたい」と自分の基本とする小説を発見し、その後も座右の書の1つにしている。在学中は自作の小説を平岡篤頼に見てもらっていた。大学4年生のとき、海燕新人文学賞に応募するが、第一次審査で選に漏れる。
1984年3月、早稲田大学を卒業。倉敷市の川崎医科大学中央教員秘書室に就職。1986年9月21日、川崎製鉄の製鉄エンジニアの男性との結婚を機に退職し、小説の執筆に取り組む。夫は当初、小説を書いているのを知らなかった。
1988年、再度、海燕新人文学賞に応募する。大学の卒業論文として提出した「情けない週末」を書き直して『揚羽蝶が壊れる時』というタイトルで投稿。同年9月8日、海燕新人文学賞を受賞。『揚羽蝶が壊れる時』は『海燕』1988年11月号に掲載される。それまで手書きだったが、賞金でワープロを買い、それ以後パソコン導入まで使用する。
1989年8月、長男を出産。同年9月、最初の単行本『完璧な病室』（福武書店）を刊行。
1991年1月16日、妊娠した姉に対する妹の静かな悪意を描いた『妊娠カレンダー』が第104回（1990年下半期）芥川賞を受賞する。同作品はラジオドラマ化され、4日後の1月20日にNHK-FMで放送された。
2002年3月、夫の転勤のために兵庫県芦屋市に転居。その後、隣接する西宮市に転居して現住。
2004年、記憶が80分しかもたない数学博士と家政婦の母子との交流を描いた『博士の愛した数式』で読売文学賞、本屋大賞を受賞し、ベストセラーとなった。のちに文庫版は当時最速の2か月で100万部を突破した。同作は2006年に映画化された。2004年『ブラフマンの埋葬』で泉鏡花文学賞を受賞する。2005年には『薬指の標本』がフランスで映画化される。2006年『ミーナの行進』で谷崎潤一郎賞を受賞する。2013年『ことり』で芸術選奨文部科学大臣賞を受賞する。
2004年から2015年まで太宰治賞、2008年から2011年まで三島由紀夫賞、2011年から2018年まで読売文学賞の選考委員を務めた。
2007年7月から芥川賞、2013年から河合隼雄物語賞、2014年から野間文芸新人賞の選考委員を務めている。
2014年、『寡黙な死骸 みだらな弔い』の英訳版"Revenge"がインデペンデント外国小説賞の最終候補にノミネートされる。
2020年、『密やかな結晶』の英訳版"The memory police"がブッカー国際賞の最終候補にノミネートされる。それまで同賞にノミネートされた日本人の作品は、大江健三郎『水死』の英訳版である"Death by Water"のみだった（2016年）。

## 作風
作風は、日本の伝統である「私小説」からは遠く、内田百閒や川端康成の幻想小説に近い。初期から現在にいたるまで題材は変化しているが、物語展開で読者にカタルシスを与えるのではなく、現実の隙間にあるどこでもない場所、それ故に普遍的に存在するような異世界を描く。初期の装飾的な文体が次第に鳴りを潜め、幻視感を恐怖だけに頼らず、平易な文体で表すように変化して、円熟味を増している。
小説を書くときに一番重要視していない要素は「ストーリー」だとし、「とにかく描写につきる」という。人物の内面という形のないものから構想を始めるのではなく、まず、場所や情景や物など、人物の周辺にあるものが語りだすまで徹底して描写を膨らませ、映像化する。自分はそれを書きとっているというイメージだと語る。ストーリーはそれらを収めて読み手に届けるための器であり、人物の内面はそれぞれの読み手の中に生まれるもの。ストーリー自体で見せようとするのは小説というものの本来的な目的ではないとしている。
随筆も多作であり、「描写につきる」作風は小説と同様に一貫している。

## エピソード
- 父の影響もあり阪神タイガースのファンとしても有名で[25]、芦屋市に越してから地元テレビ放送で視聴し、甲子園球場にも試合を見に行く[5]。もし試合を見ることができなくなったら、人生の楽しみの半分が無くなる思いがある[26]。
- 岡山から兵庫県芦屋市に転居した際、住まいが、村上春樹『風の歌を聴け』に登場する「猿の檻の公園」の近くだと編集者に知らされ、犬の散歩がてらに確かめに行ったことがある。
- 極端な機械音痴で、WEB関連の予約等、ハガキ作成など、書くこと以外の一切は夫に任せている[26]。
- 歌手の佐野元春のファンでもあり、1993年に佐野の歌詞を基にした短編集『アンジェリーナ』を発表した。
- 創志学園高等学校の校歌の作詞をしている[26]。
- 作品集『妊娠カレンダー』（文藝春秋、1991年）に収録されている「夕暮れの給食室と雨のプール」の英訳版が、『ザ・ニューヨーカー』2004年9月6日号に掲載された[27]。また「妊娠カレンダー」の英訳版も同誌2005年12月26日に掲載された[28]。これより前に同誌に日本の小説が掲載されたのは、村上春樹（1990年以降、多数）、大江健三郎（1993年）のみ。

## 受賞歴
- 1988年『揚羽蝶が壊れる時』海燕新人文学賞
- 1991年『妊娠カレンダー』芥川賞
- 2004年『博士の愛した数式』読売文学賞、本屋大賞[29]、日本数学会出版賞
- 2004年『ブラフマンの埋葬』泉鏡花文学賞
- 2006年『ミーナの行進』谷崎潤一郎賞
- 2008年 The Diving Pool（英語版）（「ダイヴィング・プール」「妊娠カレンダー」「ドミトリイ」の3中編を集めた英訳アンソロジー）シャーリイ・ジャクスン賞
- 2012年『ことり』芸術選奨文部科学大臣賞
- 2013年 早稲田大学坪内逍遙大賞
- 2020年『小箱』野間文芸賞[30]
- 2021年 菊池寛賞
- 2021年 紫綬褒章[31][32]
- 2023年 日本芸術院賞[33]、国際交流基金賞[34]。
- 2024年 日本芸術院会員となる[35]。

## 賞選考委員歴
- 岡山・吉備の国文学賞、（第6回改名）内田百閒文学賞 - 1993年第2回から
- 芥川賞 - 2007年7月第137回から
- 太宰治賞 - 2004年第20回から
- 読売文学賞 - 2011年第63回から
- 河合隼雄物語賞 - 2013年第1回から

## 作品一覧

### 小説
- 『完璧な病室』（「揚羽蝶が壊れる時」収録）（1989年 福武書店、1991年 福武文庫、2004年 中公文庫）
- 『冷めない紅茶』（1990年 福武書店）（2004年 中公文庫『完璧な病室』収録）
- 『妊娠カレンダー』（1991年 文藝春秋）のち文庫
- 『余白の愛』（1991年 福武書店）のち文庫、中公文庫
- 『シュガータイム』（1991年 中央公論社）のち文庫
- 『アンジェリーナ』（1993年 角川書店）のち文庫
- 『密やかな結晶』（1994年 講談社）のち文庫
- 『薬指の標本』（1994年 新潮社）のち文庫
- 『刺繍する少女』（1996年 角川書店）のち文庫
- 『やさしい訴え』（1996年 文藝春秋）のち文庫
- 『ホテル・アイリス』（1996年 学習研究社）のち幻冬舎文庫
- 『寡黙な死骸 みだらな弔い（英語版）』（1998年 実業之日本社）のち中公文庫
- 『凍りついた香り』（1998年 幻冬舎）のち文庫
- 『沈黙博物館』（2000年 筑摩書房）のち文庫
- 『偶然の祝福』（2000年 角川書店）のち文庫
- 『まぶた』（2001年 新潮社）のち文庫
- 『貴婦人Aの蘇生』（2002年 朝日新聞社）のち文庫
- 『博士の愛した数式』（2003年 新潮社）のち文庫
- 『ブラフマンの埋葬』（2004年 講談社）のち文庫
- 『ミーナの行進』（2006年 中央公論新社）のち文庫
- 『おとぎ話の忘れ物』（樋上公実子絵 2006年 集英社）
- 『海』（2006年 新潮社）のち文庫
- 『はじめての文学 小川洋子』（2007年 文藝春秋）自選集
- 『夜明けの縁をさ迷う人々』（2007年 角川書店）のち文庫
- 『猫を抱いて象と泳ぐ』（2009年 文藝春秋）のち文庫
- 『原稿零枚日記』（2010年 集英社、2013年 文庫）
- 『人質の朗読会』（2011年 中央公論新社 2014年 文庫）
- 『最果てアーケード』（2012年 講談社）のち文庫
- 『ことり』（2012年 朝日新聞出版）のち文庫
- 『いつも彼らはどこかに』（2013年 新潮社）のち文庫
- 『琥珀のまたたき』（2015年 講談社）のち文庫
- 『不時着する流星たち』（2017年 KADOKAWA）のち文庫
- 『口笛の上手な白雪姫』（2018年 幻冬舎）
- 『小箱』（2019年 朝日新聞出版）
- 『約束された移動』（2019年 河出書房新社）
- 『掌に眠る舞台』（2022年 集英社）
- 『耳に棲むもの』（2024年 講談社）
- 『サイレントシンガー』（2025年 文藝春秋）

### 随筆
- 『妖精が舞い下りる夜』（角川書店 1993年）のち文庫
- 『アンネ・フランクの記憶』（角川書店 1995年）のち角川文庫、2011年『アンネ・フランクをたずねて』に改題改訂して角川つばさ文庫（イラスト:吉野朔実）
- 『深き心の底より』（1999年 海竜社 / 2006年 PHP文庫）
- 『犬のしっぽを撫でながら』（2006年 集英社）のち文庫
- 『物語の役割』（2007年 ちくまプリマー新書）
- 『博士の本棚』（2007年 新潮社）のち文庫
- 『科学の扉をノックする』（2008年 集英社）のち文庫
- 『心と響き合う読書案内』（2009年 PHP新書）
- 『カラーひよことコーヒー豆』（2009年 小学館、2012年 文庫）
- 『祈りながら書く 「みち」シリーズ 2』（2010 金光教徒社）
- 『妄想気分』（2011年 集英社）
- 『とにかく散歩いたしましょう』（2012年 毎日新聞社）のち文春文庫 2015
- 『そこに工場があるかぎり』（2021年 集英社　2025年　文庫）
- 『遠慮深いうたた寝』（2021年 河出書房新社）
- 『からだの美』（2023年 文藝春秋）

### 対談集
- 『世にも美しい数学入門』（藤原正彦 対談 2005年 ちくまプリマー新書）
- 『小川洋子対話集』（2007年 幻冬舎）のち文庫
- 『生きるとは、自分の物語をつくること』（河合隼雄 対談 2008年 新潮社）のち文庫
- 『洋子さんの本棚』（2015年1月 集英社平松洋子 対談）のち文庫
- 『ゴリラの森、言葉の海』（山極寿一 対談 2019年 新潮社）
- 『川端康成の話をしようじゃないか』（佐伯一麦 対談 2023年 田畑書店）

### 共編著
- 『博士がくれた贈り物』（2006年 東京図書 菅原邦雄、岡部恒治、宇野勝博共著）
- 『小川洋子の「言葉の標本」』（2011年 文藝春秋 福住一義共著）
- 『みんなの図書室』（2011年 PHP文芸文庫）
- 『みんなの図書室2』（2012年 PHP文芸文庫）
- 『言葉の誕生を科学する』（2011年4月 河出ブックス 岡ノ谷一夫共著、2013年11月 河出文庫）
- 『注文の多い注文書』（2014年1月 筑摩書房 クラフト・エヴィング商會共著）
- 『あとは切手を、一枚貼るだけ』（2019年 中央公論新社 堀江敏幸共著）

### 翻訳
- イワン・ツルゲーネフ『はつ恋』（2003年 角川書店）

### 解説
- 山田詠美『ジェシーの背骨』（1993年 角川文庫）
- ポール・オースター『偶然の音楽』(1998年 新潮文庫)
- ボリス・ヴィアン『うたかたの日々』（2002年 早川書房）
- 河合隼雄『泣き虫ハァちゃん』（2007年 新潮文庫）
- 村田喜代子『あなたと共に逝きましょう』（2012年 朝日文庫）
- 河合隼雄『新装版 おはなしの知恵』（2014年 朝日文庫）
- 河合隼雄『物語を生きる―今は昔、昔は今』（2016年 岩波現代文庫）
- フィリパ・ピアス『まぼろしの小さい犬』 (2020年 岩波少年文庫)

### 著書
- NHK「100分de名著」ブックス アンネの日記 言葉はどのようにして人を救うのか（2022年 NHK出版）

### アンソロジー

#### 作品掲載
「」内が小川洋子の作品
- 『New History 街の物語』（2001年7月 角川書店）「ガイド」
- 『秘密。私と私のあいだの十二話』（2005年3月 メディアファクトリー）「電話アーティストの甥」「電話アーティストの恋人」
- 『短篇ベストコレクション 現代の小説2005』（2005年6月 徳間文庫）「バタフライ和文タイプ事務所」
- 『おいしい話 料理小説傑作選』（2007年1月 徳間書店）「お料理教室」
- 『みじかい眠りにつく前に 3』(2009年7月 ジャイブ ピュアフル文庫）「美少女コンテスト」
- 『Invitation』（2010年1月 文藝春秋）「巨人の接待」
  - 【改題】『甘い罠 8つの短編小説集』（2012年7月 文春文庫）
- 『短篇集 Stories』（2010年4月 ヴィレッジブックス）「物理の館物語」
- 『それでも三月は、また』（2012年2月 講談社）「夜泣き帽子」
- 『胞子文学名作選』（2013年9月 港の人[36]）「「原稿零枚日記」抄」
- 『夏休み』（2014年6月 角川文庫）「再試合」）
- 『日本文学100年の名作 第10巻 2004-2013 バタフライ和文タイプ事務所』（2015年6月 新潮文庫）「バタフライ和文タイプ事務所」
- 『どうぶつたちの贈り物』（2016年1月 PHP研究所）「黒子羊はどこへ」
  - 【改題】『世にもふしぎな動物園』（2018年11月 PHP文芸文庫）
- 『短篇ベストコレクション 現代の小説2018』（2018年6月 徳間文庫）「仮名の作家」

#### 選者
- 『小川洋子の偏愛短篇箱』（2009年 河出書房新社）のち文庫
- 『小川洋子の陶酔短篇箱』（2014年1月 河出書房新社）

## ラジオ出演
- Panasonic Melodious Library（JFN 2007年 - 2023年）

## メディア・ミックス

### 映画
- 博士の愛した数式（2006年1月21日公開、配給：松竹、監督：小泉堯史、主演：寺尾聰）
- 薬指の標本（2006年9月23日日本公開、配給：エレファント・ピクチャー、監督：ディアーヌ・ベルトラン、主演：オルガ・キュリレンコ）
- ホテルアイリス（2021年、台湾/日本 2022年2月18日 日本公開、配給：リアリーライクフィルムズ/長谷工作室、監督：奥原浩志、主演：永瀬正敏）[37]

### テレビドラマ
- 人質の朗読会（2014年3月8日、WOWOW「ドラマWスペシャル」枠で放送、監督：谷口正晃、主演：佐藤隆太）

### 漫画
- 最果てアーケード（雑誌「BE・LOVE」講談社 2011年7月第15号から2012年01月3号連載  作画:有永イネ）小川洋子により漫画原作として書かれた後に小説化。

## 関連資料
- 「ユリイカ」（2004年 青土社）2004年2月号 特集・小川洋子 ISBN 479170116X
- 小川洋子（2005年 鼎書房）高根沢紀子 著 ISBN 4907846339
- 小川洋子の作り方（2021年 田畑書店）田畑書店編集部 編 ISBN 9784803803860